# Nagroda Brama Stokera w 2011

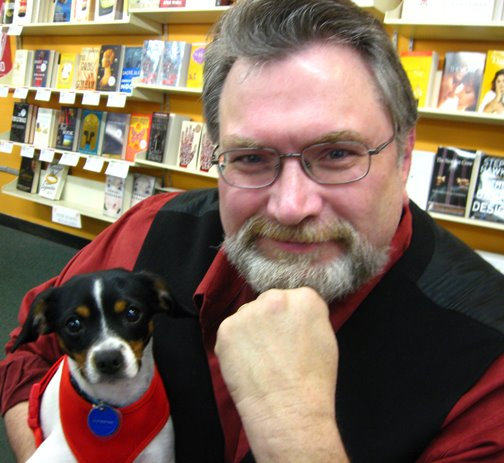
Jonathan Maberry - zwycięzca w kategorii Powieść dla młodzieży za Dust and Decay

Zwycięzcy i nominowani do Nagrody Brama Stokera za rok 2011.

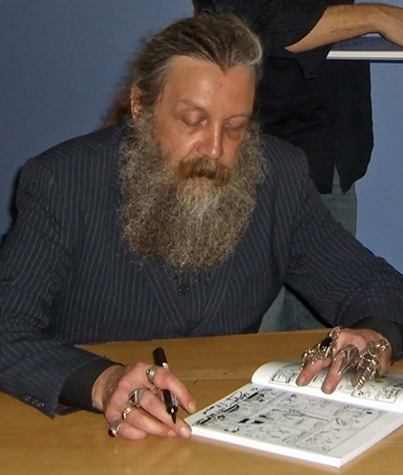
Alan Moore - zwycięzca w kategorii Powieść graficzna za Neonomicon

## Kategorie[1][2]
- Powieść (Novel) – utwór składający się z 40 000 lub więcej słów pisany prozą.
- Debiut powieściowy (First Novel) – utwór składający się z 40 000 lub więcej słów pisany prozą napisany przez autora, który nigdy wcześniej nie publikował utworu w gatunkach horror, dark fantasy lub okultyzmu.
- Powieść dla młodzieży (Young Adult Novel) – utwór składający się z 20 000 lub więcej słów pisany prozą przeznaczony dla grupy wiekowej 14-21 lat.
- Powieść graficzna (Graphic Novel) - utwór w formie komisu wydany tradycyjnie albo elektronicznie nie krótszy niż 48 stron. Nagradzani są tylko pisarze, a nie rysownicy.
- Długie opowiadanie (Long Fiction) – utwór składający się co najmniej z 7 500 słów, ale nie więcej niż 39 999 słów pisany prozą.
- Krótkie opowiadanie (Short Fiction) – utwór składający się z nie więcej niż 7 499 słów pisany prozą.
- Zbiór opowiadań (Collection) – zbiór co najmniej trzech oddzielnych utworów napisanych przez jednego autora i oferowanych na sprzedaż lub dystrybuowane w jednym pakiecie w formie książki, książki audio, książki elektronicznej lub innej formie. Łączna długość utworów musi wynosić co najmniej 40 000 słów.
- Utwór non-fiction (Nonfiction) – utwór składający się z 40 000 słów. Może być w formie np: krytyki, biografii, autobiografii, analizy naukowej, odniesień, komentarzy, opinii z zakresu szeroko pojętego horroru, dark fantasy lub okultyzmu.
- Antologia (Anthology) - co najmniej trzy oddzielne utwory napisane przez dwóch lub więcej autorów, wybrane przez redaktora i oferowane na sprzedaż lub dystrybuowane w jednym pakiecie. Łączna długość utworów musi wynosić co najmniej 60 000 słów, a przynajmniej 60% utworów nie może być przed publikacją w antologii wcześniej wydana.
- Scenariusz (Screenplay) - scenariusze filmów pełnometrażowych lub seriali telewizyjnych. Nagradzani są tylko autorzy scenariusza.
- Poezja (Poetry collection) - pozycja składająca się z co najmniej 30 stron utworów pojedynczego autora lub 48 stron nie więcej niż 4 autorów.

## Legenda
| zwycięzca |
| nominacja |

## Powieść (Novel)
| Imię i nazwisko    | Tytuł oryginalny   | Tytuł polski |
| ------------------ | ------------------ | ------------ |
| Joe McKinney       | Flesh Eaters       |              |
| Christopher Conlon | A Matrix Of Angels |              |
| Greg Lamberson     | Cosmic Forces      |              |
| Ronald Malfi       | Floating Staircase |              |
| Gene O’Neill       | Not Fade Away      |              |
| Lee Thomas         | The German         |              |

## Debiut powieściowy (First Novel)
| Imię i nazwisko    | Tytuł oryginalny         | Tytuł polski |
| ------------------ | ------------------------ | ------------ |
| Allyson Bird       | Isis Unbound             |              |
| John Hornor Jacobs | Southern Gods            |              |
| Frazer Lee         | The Lamplighters         |              |
| Thomas Roche       | The Panama Laugh         |              |
| Brett J. Talley    | That Which Should Not Be |              |

## Powieść dla młodzieży (Young Adult Novel)
| Imię i nazwisko  | Tytuł oryginalny                                              | Tytuł polski |
| ---------------- | ------------------------------------------------------------- | ------------ |
| Nancy Holder     | The Screaming Season                                          |              |
| Jonathan Maberry | Dust and Decay                                                |              |
| J. G. Faherty    | Ghosts of Coronado Bay, A Maya Blair Mystery                  |              |
| Daniel Kraus     | Rotters                                                       |              |
| Patrick Ness     | A Monster Calls                                               |              |
| Kenneth Oppel    | This Dark Endeavor: The Apprenticeship of Victor Frankenstein |              |

## Powieść graficzna (Graphic Novel)
| Imię i nazwisko                 | Tytuł oryginalny                     | Tytuł polski |
| ------------------------------- | ------------------------------------ | ------------ |
| Alan Moore                      | Neonomicon                           |              |
| Vera Brosgol                    | Anya's Ghost                         |              |
| Joe Hill                        | Locke & Key Volume 4                 |              |
| Jeff Jensen                     | Green River Killer                   |              |
| Jonathan Maberry                | Marvel Universe vs. Wolverine        |              |
| Mike Mignola Christopher Golden | Baltimore Volume I: The Plague Ships |              |

## Długie opowiadanie (Long Fiction)
| Imię i nazwisko        | Tytuł oryginalny                   | Tytuł polski |
| ---------------------- | ---------------------------------- | ------------ |
| Peter Straub           | The Ballad of Ballard and Sandrine |              |
| Michael Louis Calvillo | 7 Brains                           |              |
| Brian Hodge            | Roots and All                      |              |
| Caitlin R.Kiernan      | The Colliers' Venus (1893)         |              |
| John R.Little          | Ursa Major                         |              |
| Gene O’Neill           | Rusting Chickens                   |              |

## Krótkie opowiadanie (Short Fiction)
| Imię i nazwisko  | Tytuł oryginalny           | Tytuł polski |
| ---------------- | -------------------------- | ------------ |
| Stephen King     | Herman Wouk Is Still Alive |              |
| Adam-Troy Castro | Hypergraphia               |              |
| Ken Lillie-Paetz | Did They Get You to Trade? |              |
| Gene O’Neill     | Graffiti Sonata            |              |
| George Saunders  | Home                       |              |
| Kaaron Warren    | All You Can Do Is Breathe  |              |

## Zbiór opowiadań (Collection)
| Imię i nazwisko      | Tytuł oryginalny                                                       | Tytuł polski |
| -------------------- | ---------------------------------------------------------------------- | ------------ |
| Joyce Carol Oates    | The Corn Maiden and Other Nightmares                                   |              |
| Lawrence C. Connolly | Voices: Tales of Horror                                                |              |
| Christopher Fowler   | Red Gloves                                                             |              |
| Caitlin R. Kiernan   | Two Worlds and In Between: The Best of Caitlin R. Kiernan (Volume One) |              |
| Lisa Morton          | Monsters of L.A.                                                       |              |
| Weston Ochse         | Multiplex Fandango                                                     |              |

## Scenariusz (Screenplay)
| Imię i nazwisko | Tytuł oryginalny                                          | Tytuł polski          |
| --------------- | --------------------------------------------------------- | --------------------- |
| Jessica Sharzer | American Horror Story, episode #12: „Afterbirth”          | American Horror Story |
| Alan Ball       | True Blood, episode #44: „Spellbound”                     | Czysta krew           |
| Scott M. Gimple | The Walking Dead, episode #13: „Pretty Much Dead Already” | Żywe trupy            |
| Scott M. Gimple | The Walking Dead, episode #9: „Save the Last One”         | Żywe trupy            |
| Cory Goodman    | Priest                                                    | Ksiądz                |
| George Nolfi    | The Adjustment Bureau                                     | Władcy umysłów        |

## Antologia (Anthology)
| Imię i nazwisko              | Tytuł oryginalny                                                                   | Tytuł polski |
| ---------------------------- | ---------------------------------------------------------------------------------- | ------------ |
| John Skipp (red.)            | Demons: Encounters with the Devil and his Minions, Fallen Angels and the Possessed |              |
| Tracy L.Carbone (red.)       | NEHW Presents: Epitaphs                                                            |              |
| Jack Dann Nick Gevers (red.) | Ghosts By Gaslight                                                                 |              |
| Ellen Datlow (red.)          | Blood And Other Cravings                                                           |              |
| Ellen Datlow (red.)          | Supernatural Noir                                                                  |              |
| Frank J. Hutton (red.)       | Tattered Souls 2                                                                   |              |

## Utwór non-fiction (Nonfiction)
| Imię i nazwisko                                     | Tytuł oryginalny                                              | Tytuł polski |
| --------------------------------------------------- | ------------------------------------------------------------- | ------------ |
| Rocky Wood                                          | Stephen King: A Literary Companion                            |              |
| Lesley Pratt Bannatyne                              | Halloween Nation: Behind the Scenes of America's Fright Night |              |
| Gary William Crawford Jim Rockhill Brian J. Showers | Reflections in a Glass Darkly: Essays on J. Sheridan Le Fanu  |              |
| Nick Mamatas                                        | Starve Better                                                 |              |
| Matt Mogk                                           | Everything You Ever Wanted to Know About Zombies              |              |
| John C. Tibbetts                                    | The Gothic Imagination                                        |              |

## Poezja (Poetry collection)
| Imię i nazwisko | Tytuł oryginalny                                                          | Tytuł polski |
| --------------- | ------------------------------------------------------------------------- | ------------ |
| Linda Addison   | How to Recognize a Demon Has Become Your Friend                           |              |
| Maria Alexander | At Louche Ends: Poetry for the Decadent, the Damned & the Absinthe-Minded |              |
| Bruce Boston    | Surrealities                                                              |              |
| G. O. Clark     | Shroud of Night                                                           |              |
| Marge Simon     | The Mad Hattery                                                           |              |
| Marge Simon     | Unearthly Delights                                                        |              |

## Nagrody specjalne

### Nagroda za całokształt twórczości (Lifetime Achievement)
- Rick Hautala(inne języki)
- Joe R. Lansdale(inne języki)

### Specialty Press Award
- Bad Moon Books
- Hippocampus Press

### Richard Laymon President's Award
Karen Lansdale

### Silver Hammer
Guy Anthony DeMarco